# Pierre-Alain Morel
Pour les articles homonymes, voir Morel.
Pierre-Alain Morel, né en 1966 à Fribourg, est un peintre suisse.

## Biographie
Pierre-Alain Morel, né en 1966 à Fribourg, expose pour la première fois en 1987.
Il présente ses œuvres dans les galeries du canton de Fribourg et dans toute la Suisse,. Il obtient en 1991 une bourse de la ville de Paris qui lui permet de passer une année dans la cité des Arts.    
Dans sa peinture abstraite et gestuelle, Pierre-Alain Morel évoque une dynamique qui l’habite. 
Depuis son exposition personnelle au Musée d'art et d'histoire de Fribourg (MAHF) en 2016-2017 (hic et nunc), il développe une approche nouvelle mêlant peinture gestuelle et figuration dessinée.
En 2019 Pierre-Alain Morel et Wojtek Klakla sont invités en Chine par l’artiste chinois Liu Ruowang pour une résidence artistique durant l’été dans le centre international d’art Youkou art district de Shaanxi. À leur retour, Musée d'art et d'histoire de Fribourg organise une exposition en automne 2020 « Les 40 jours de l'Institut Créole en Chine ».
En 2020 Pierre-Alain Morel reçoit la bourse « Jean Tinguely » du canton de Fribourg et réside à Paris de septembre 2020 à août 2021. À son retour, le musée de Morat organise une exposition « Retour de Paris » durant l’automne 2021.
Ces expériences de la Chine et de Paris semblent conforter Morel dans l’exploration de ce qu’il appelle "la qualité de la trace, la touche, cette manière d’écrire sa peinture". Ces formats semblent s’agrandir et même s’il reste fidèle à l’abstraction, la figuration s’inscrit régulièrement dans ces travaux.
L’artiste réalise aussi des collages qui démontrent son attachement à l’iconographie classique comme aux images contemporaines.
Son travail sculptural, essentiellement en bois et figuratif, s’inspire d’objets de la quotidienneté, de la nature et de la figure humaine, souvent monumentalisé.
Sa manière de mettre en scène ses sujets, ses formes et ses couleurs suggère souvent une volonté d’opérer des décalages qui semblent dénoncer des positions officielles ambigües notamment par rapport à l’armement ou à la sexualité, par exemple. Poser un regard critique sur notre société de consommation et individualiste, ou proposer une manière de jubiler sa quotidienneté semble son défi.
Ses différentes approchent artistiques témoignent d’un attachement vital à la matière et aux sens, traduisant une manière d’être.
Pierre-Alain Morel vit et travaille à Villaz-Saint-Pierre, en Suisse.
Il intègre ses corps en mouvement dans le vitrage de la salle sportive créée en 2009 sur le site du gymnase de Beaulieu à Lausanne. 

## Expositions
- 2008 : Musée de Morat[6]
- 2017 : Musée d’art et d’histoire de Fribourg[7]

- 2020 : Musée d’art et d’histoire Fribourg - Les 40 jours de l'Institut Créole en Chine[8]

- 2021 : Musée de Morat - Retour de Paris[9]